# Getting Things Gnome
Chronologie des versions
0.5 0.7
Getting Things GNOME! (GTG) est un logiciel libre de gestion de tâches et d'organisation personnelle conçu pour l'environnement de bureau GNOME. Il est écrit en Python, son interface repose sur GTK+.
GTG se veut un outil souple, adaptable à chaque type d'organisation personnelle (par exemple dans le cadre de la méthode Getting Things Done, d'où la similarité de nommage) sans imposer une utilisation particulière mais tout en restant simple d'accès et en s'intégrant dans l'environnement GNOME. L'interface, de 2009 à 2013, s'inspirait notamment de Tomboy.

## Historique
En 2007, Lionel Dricot crée la méthode d'organisation GARI, largement inspirée de la méthode Getting Things Done mais il ne trouve aucun logiciel lui permettant de la mettre en pratique. Il s'associe avec Bertrand Rousseau pour créer le logiciel Getting Things GNOME! en octobre 2008. La première version est sortie en mars 2009.
En 2011, Izidor Matušov rejoint le projet comme étudiant à la faveur du Google Summer of Code. En novembre 2011, il devient officiellement co-mainteneur du projet,.
Lors du passage à Python 3 et GTK 3, une réécriture de larges portions du logiciel a lieu, menant à un embourbement du développement de 2013 à 2015, puis un abandon (de 2015 à 2019) par les mainteneurs du moment.
En 2020, Jean-François Fortin Tam décide de ramener le projet à la vie et de bâtir une nouvelle équipe de développement autour du projet, dans le but de publier la version 0.4, fruit des années de développement laissé en plan,.

## Récompenses
Getting Things GNOME! a été classée septième meilleure application Linux de 2011 dans le Top 50 du site anglophone TechRadar.